# Charge karta
Charge karta je platební karta spojená s úvěrem, čímž je podobná kreditní kartě. Finanční operace se nejprve provádějí z účtu instituce, jež charge kartu vydala, avšak poté je nutné vyčerpané finance bance vrátit zpět najednou; nelze si splátky rozložit v delším časovém období. Karty lze využít například pro zaměstnance, jež jsou vysíláni na zahraniční služební cestu, k placení jejich vydání na této cestě.

## Popis karty
Držitel karty nakupuje zboží či služby na dluh a po uplynutí daného období (obvykle jeden měsíc) je nutné čerpané prostředky uhradit (a to zpravidla do poloviny či konce následujícího měsíce). Na rozdíl od kreditní karty je ovšem nutné uhradit veškeré vyčerpané prostředky v předepsané lhůtě a nelze tedy využít možnosti čerpání úvěru a rozložení tak splácení vyčerpaných prostředků v delším časovém horizontu. Pokud jsou prostředky uhrazeny včas, nejsou nijak úročeny. Jestliže však k uhrazení celé vyčerpané částky nedojde, je vyměřen značný sankční poplatek.

### Využití karet
Karty pořizují především zaměstnavatelé pro své zaměstnance, jež vysílají na služební cesty, protože karta nabízí výhodnější směnný kurz oproti platbě v hotovosti a navíc je její součástí i cestovní pojištění do zahraničí. A pokud zaměstnanec kartou platí veškeré své pracovní výdaje, nemusí zahraniční cestu nejprve dotovat ze svých prostředků a ty pak dostávat od zaměstnavatele nazpět, nýbrž na zaplacení útrat využije finanční prostředky vydavatele karty. Charge karty jsou také vhodnější pro spíše movitější klientelu mající vysokou bonitu.

## Náklady
Roční náklady u charge karet jsou v porovnání s kreditními kartami vyšší, což je způsobeno každoměsíčním vyúčtováním a dalšími náležitostmi. Banky v České republice však vydávají charge karty poměrně zřídka. Získat ji ale lze i u společností American Express, kde stojí asi 100 USD ročně, či Diners Club, kde se její ceny pohybují od 1000 do 6000 Kč. Při vysokém obratu ovšem může být karta i zadarmo.